# چسواف کویچینسکی
چسواف کویچینسکی (لهستانی: Czesław Kwieciński؛ زادهٔ ۲۰ ژانویهٔ ۱۹۴۳) کشتی‌گیر اهل لهستان بود.